# Šentanel
Šentanel – wieś w Słowenii, w gminie Prevalje. W 2018 roku liczyła 206 mieszkańców.